# 3 Doors Down
3 Doors Down – amerykański zespół muzyczny grający alternatywnego rocka.

## Historia
Grupa podpisała w 2000 roku kontrakt z wytwórnią Universal Records, żeby wydać swój pierwszy album – The Better Life. Singiel Kryptonite, który wspiął się na szczyty list przebojów, przyniósł zespołowi międzynarodowy rozgłos. Album sprzedał się w ponad 6 milionach egzemplarzy. Utwór Be Like That był jednym z fragmentów ścieżki dźwiękowej do filmu American Pie 2 z 2001 roku. Również ich inny utwór pojawił się w telewizji. Była to piosenka „When I’m gone”, która została użyta w serialu „Porwany” w 2009/2010 roku.
Kolejny album, Away from the Sun, został wydany w 2002 roku. Poprzedził go singiel When I’m Gone. Inny znany utwór z tej płyty to ballada Here Without You. Album rozszedł się w około 3 milionach egzemplarzy.
W 2005 roku 3 Doors Down wydali swój trzeci studyjny album – Seventeen Days. Zadebiutował on na pierwszym miejscu listy Billboardu.
20 maja 2008 ukazał się ich czwarty studyjny album zatytułowany 3 Doors Down. Płytę promowała piosenka It's Not My Time. Longplay wypełniają również takie utwory jak: Train, Citizen/Soldier, Let Me Be Myself, When It's Over i It's the Only One You've Got.
19 lipca 2011 roku miała miejsce premiera piątego albumu „Time of My Life”. Utworem zapowiadającym album był „When You’re Young”. Frontman grupy – Brad Arnold bardzo pozytywnie wspominał pracę nad płytą:

Ten album jest dowodem naszego rozwoju. Nasze wcześniejsze płyty spotkały się ze sporym sukcesem i jesteśmy za to bardzo wdzięczni, ale zawsze jest coś co możesz zrobić jeszcze lepiej. Tym razem daliśmy z siebie wszystko. Na płycie jest wiele piosenek, z którymi nasi słuchacze będą mogli się utożsamić.

Rok 2012 był trudny dla zespołu, którego szeregi opuścił gitarzysta – Matt Roberts. Problemy z krążeniem i inne dolegliwości, z którymi borykał się muzyk, zmusiły go do podjęcia takiej decyzji. Rozstał się z członkami zespołu w przyjacielskich stosunkach, muzycy podkreślili:

Matt może wrócić do 3 Doors Down, kiedy tylko będzie chciał. Jego decyzja jest zrozumiała dla wszystkich.

19 listopada 2012 roku nakładem Republic Records został wydany album „The Greatest Hits” z największymi przebojami zespołu, będący podsumowaniem dotychczasowej twórczości. Obok klasyków, tj. „Kryptonite”, „Here Without You”, „Away From the Sun”, „Let Me Go” czy „It’s Not My Time” na wydawnictwie zamieszczono trzy nowe utwory: „One Light”, „There’s a Life” i „Goodbyes”.

## Muzycy
Obecny skład zespołu
- Brad Arnold – wokal (od 1996), perkusja (1996-2000)
- Chris Henderson – gitara rytmiczna (od 1998)
- Greg Upchurch – perkusja, instrumenty perkusyjne (od 2005)
- Chet Roberts – gitara prowadząca (od 2012)
- Justin Biltonen – gitara basowa (od 2013)

Byli członkowie zespołu
- Todd Harrell – gitara basowa (1996-2013)
- Matt Roberts (zmarły) – gitara prowadząca (1996-2012)[5][6]
- Richard Liles – perkusja, instrumenty perkusyjne (2000-2001)
- Daniel Adair – perkusja, instrumenty perkusyjne (2002-2005)

## Dyskografia
Albumy
| The Better Life                         | - Data: 8 lutego 2000 - Wydawca: Universal              | 7  | 6  | –  | 16 | 45 | 26 | –  | 56 | - USA: 6x platynowa płyta - CAN: 2x platynowa płyta - AUS: złota płyta  |
| Away from the Sun                       | - Data: 12 listopada 2002 - Wydawca: Universal Republic | 8  | –  | –  | 8  | 28 | 25 | 49 | 27 | - USA: 4x platynowa płyta - CAN: platynowa płyta - AUS: platynowa płyta |
| Seventeen Days                          | - Data: 8 lutego 2005 - Wydawca: Universal Republic     | 1  | 6  | –  | –  | 6  | 26 | 15 | 12 | - USA: platynowa płyta - CAN: złota płyta                               |
| 3 Doors Down                            | - Data: 20 maja 2008 - Wydawca: Universal Republic      | 1  | 3  | –  | –  | 6  | 59 | 6  | 14 | - USA: złota płyta - CAN: złota płyta - GER: złota płyta                |
| Time of My Life                         | - Data: 19 lipca 2011 - Wydawca: Universal Republic     | 3  | 8  | 65 | –  | 2  | 37 | 2  | 7  |                                                                         |
| Us and the Night                        | - Data: 11 marca 2016 - Wydawca: Republic               | 14 | 15 | 60 | 34 | 5  | 45 | 4  | 14 |                                                                         |
| „–” oznacza, że album nie był notowany. |                                                         |    |    |    |    |    |    |    |    |                                                                         |

Minialbumy
| Another 700 Miles                       | - Data: 11 listopada 2003 - Wydawca: Universal Republic | 21 | - USA: złota płyta |
| Acoustic EP                             | - Data: 5 czerwca 2005 - Wydawca: Universal Republic    | –  |                    |
| A Six Pack of Hits                      | - Data: 25 listopada 2008 - Wydawca: Universal Republic | –  |                    |
| Where My Christmas Lives EP             | - Data: 8 grudnia 2009 - Wydawca: Universal Republic    | –  |                    |
| „–” oznacza, że album nie był notowany. |                                                         |    |                    |

Kompilacje
| iTunes Originals – 3 Doors Down         | - Data: 18 lipca 2006 - Wydawca: Universal    | –   | –  |
| The Greatest Hits                       | - Data: 19 listopada 2012 - Wydawca: Republic | 100 | 87 |
| „–” oznacza, że album nie był notowany. |                                               |     |    |

Albumy wideo
| Tytuł                                       | Dane dot. albumu                            |
| ------------------------------------------- | ------------------------------------------- |
| Away From the Sun: Live From Houston, Texas | - Data: 8 listopada 2005 - Wydawca: Monster |